# Palantír
Um palantír (Quenya: paˈlanˌtiːr; plural: palantíri) é uma das várias bolas de cristal indestrutíveis presentes no romance épico de fantasia O Senhor dos Anéis, de J. R. R. Tolkien. A palavra deriva do Quenya palan, que significa 'longe', e tir, que significa 'vigiar'. Os palantíri eram usados para comunicação e para visualizar eventos em outras partes de Arda ou no passado.
Os palantíri foram criados pelos Elfos de Valinor na Primeira Era, conforme narrado em O Silmarillion. Na época de O Senhor dos Anéis, no final da Terceira Era, poucos palantíri ainda estavam em uso. Eles desempenham papéis cruciais em cenas importantes, sendo utilizados por personagens principais como Sauron, Saruman, Denethor, o Regente de Gondor, e dois membros da A Sociedade do Anel: Aragorn e Pippin [en].
Um tema central no uso dos palantíri é que, embora as pedras mostrem objetos ou eventos reais, os usuários precisavam de "grande força de vontade e mente" para direcionar seu olhar de forma plena. As pedras eram guias pouco confiáveis para ações, pois o que não era mostrado podia ser mais importante do que o que era seletivamente apresentado. Um risco residia no fato de que usuários com poder suficiente podiam escolher o que mostrar ou ocultar para outras pedras: em O Senhor dos Anéis, um palantír caiu nas mãos do Inimigo, tornando questionável a utilidade de todas as outras pedras existentes.
Comentadores como o estudioso de Tolkien Paul Kocher [en] destacam a influência da providência no uso dos palantíri, enquanto Joseph Pearce compara o uso das pedras por Sauron à transmissão de propaganda em tempos de guerra. Tom Shippey [en] sugere que a mensagem é que a "especulação" – olhar para qualquer tipo de espelho mágico (Latim: speculum) ou pedra para prever o futuro, em vez de confiar na providência – conduz ao erro.

## Artefato fictício

### Origens
Em O Senhor dos Anéis, os palantíri foram criados pelos Elfos de Valinor, no Extremo Oeste, pelos Noldor, aparentemente por Fëanor a partir do silima, "aquilo que brilha". O número exato de pedras criadas não é especificado, mas havia pelo menos oito. Sete pedras dadas a Amandil de Númenor durante a Segunda Era foram salvas por seu filho  Elendil, que as levou para a Terra Média, enquanto pelo menos a Pedra-mestre permaneceu em Númenor.
Quatro pedras foram levadas para Gondor, enquanto três permaneceram em Arnor. Originalmente, as pedras de Arnor estavam em Elostirion nas Colinas das Torres, Amon Sûl (Topo do Vento) e Annúminas: a pedra de Elostirion, pertencente a Elendil, olhava apenas para o Oeste, de onde estava na Terra Média, através do oceano, até a Pedra-mestre na Torre de Avallonë, na ilha de Eressëa, próxima a Valinor. As pedras de Gondor estavam em Orthanc, Minas Tirith, Osgiliath e Minas Ithil.
Na época de O Senhor dos Anéis, a pedra de Orthanc estava nas mãos do mago Saruman, enquanto a de Minas Ithil (então Minas Morgul, cidade dos Nazgûl), havia sido capturada por Sauron. A de Minas Tirith permanecia com o Regente de Gondor,  Denethor. A pedra de Osgiliath foi perdida no rio Anduin quando a cidade foi saqueada. Gandalf menciona duas dessas pedras como a Pedra de Orthanc e a Pedra de Ithil.

### Características
Um único palantír permitia ao usuário ver lugares distantes ou eventos passados. Uma pessoa podia olhar em um palantír para se comunicar com outra que estivesse olhando em um diferente, permitindo visualizar "visões das coisas na mente" da outra pessoa.
As pedras eram feitas de um cristal escuro, indestrutível por meios normais, exceto talvez pelo fogo de Orodruin. Variavam de cerca de 30 cm de diâmetro até pedras maiores que não podiam ser levantadas por uma só pessoa. A pedra de Osgiliath tinha poder sobre outras, incluindo a capacidade de espionar. As pedras menores exigiam que o usuário se movesse ao seu redor para mudar a perspectiva da visão, enquanto as maiores podiam ser giradas em seu eixo.
| Observador                 | Imagem                                                                       | Apresentador          | Suposição errada                                         | Realidade                       | Resultado, enganado                                            |
| -------------------------- | ---------------------------------------------------------------------------- | --------------------- | -------------------------------------------------------- | ------------------------------- | -------------------------------------------------------------- |
| Senhor do Escuro Sauron    | Pippin, um hobbit                                                            | Pippin, tolamente     | Pippin é "o hobbit", e tem o Um Anel; Saruman o capturou | Outro hobbit, Frodo, tem o Anel | Envia Nazgûl a Orthanc, não vigia Ithilien                     |
| Regente de Gondor Denethor | Poder armado de Sauron, frota de Corsários de Umbar se aproximando de Gondor | Sauron, seletivamente | Frota é inimiga; vitória na batalha é impossível         | Aragorn capturou a frota        | Comete suicídio                                                |
| Sauron                     | Herdeiro de Elendil (Aragorn) com a espada de Elendil                        | Aragorn, ousadamente  | Aragorn tem o Anel, atacará Mordor em breve              | O Anel está a caminho de Mordor | Ataca Gondor prematuramente; não vigia Cirith Ungol nem Mordor |

## Análise

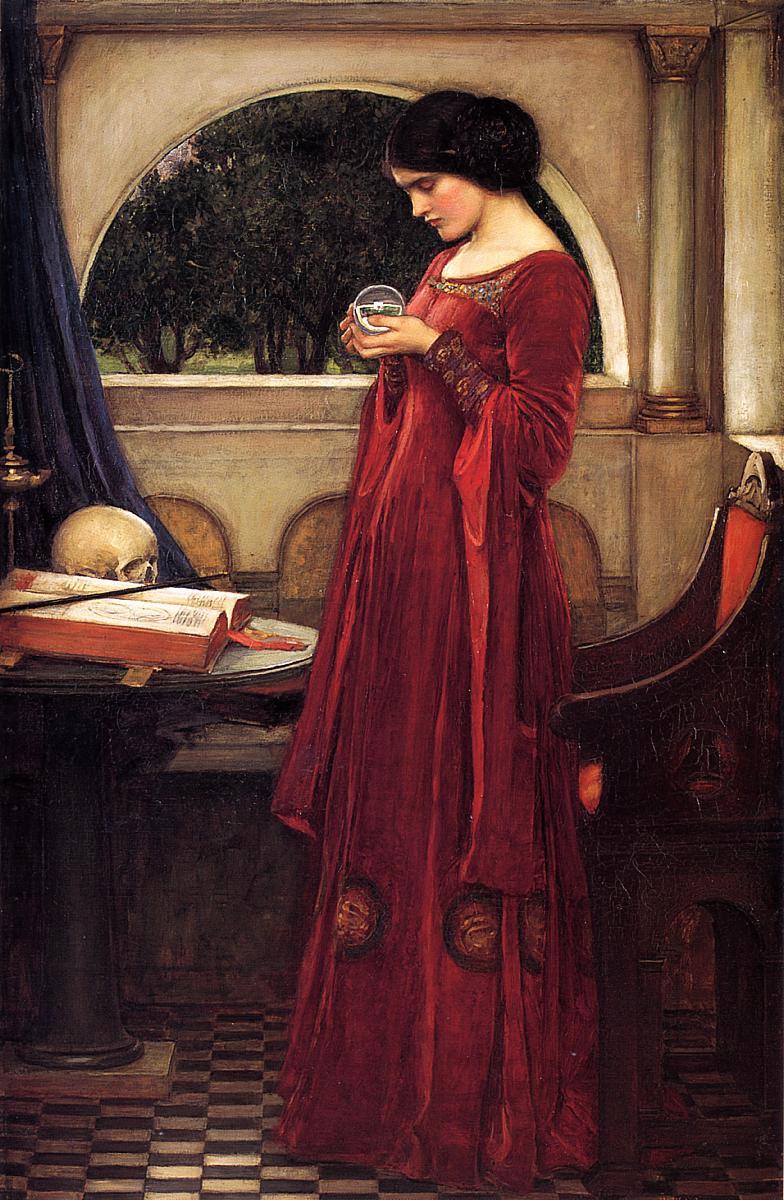
Tom Shippey sugere que a decepção dos palantíri indica que se deve confiar na providência, não em bolas de cristal. Pintura de J.W. Waterhouse, 1902.

Um usuário de grande poder, como Sauron, podia dominar um usuário mais fraco por meio da pedra, como ocorreu com Pippin e Saruman. Mesmo alguém tão poderoso quanto Sauron não podia fazer os palantíri "mentirem" ou criar imagens falsas; o máximo que podia fazer era exibir imagens verdadeiras seletivamente para criar uma falsa impressão na mente do observador. Em O Senhor dos Anéis, três usos das pedras são descritos, e em cada caso, uma imagem verdadeira é mostrada, mas o observador tira uma conclusão errada. Isso se aplica a Sauron quando ele vê Pippin na pedra de Saruman e assume que Pippin tem o Um Anel, e que Saruman o capturou. Denethor também é enganado por Sauron ao usar um palantír, que o leva ao suicídio ao mostrar a Frota Negra se aproximando de Gondor, sem revelar que os navios estão sob o comando de Aragorn, vindo em socorro de Gondor. Shippey sugere que esse padrão consistente é a maneira de Tolkien dizer ao leitor que não se deve "especular" – a palavra significa tanto tentar prever o futuro quanto olhar em um espelho (Latim: speculum, 'vidro ou espelho') ou bola de cristal – mas confiar na sorte e decidir com  coragem em cada situação.

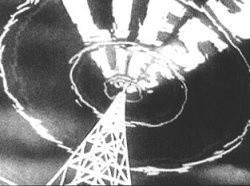
Joseph Pearce comparou o uso dos palantíri por Sauron para espalhar desespero ao uso de rádio para propaganda em tempos de guerra. Captura de tela de en, de Frank Capra.

O estudioso de literatura inglesa Paul Kocher também destacou a mão da providência: o arremesso da pedra por Língua de Cobra leva providencialmente ao olhar tolo de Pippin na pedra, que engana Sauron; e permite que Aragorn reivindique a pedra e a use para enganar Sauron ainda mais. Isso o leva a presumir que Aragorn tem o Um Anel, provocando uma série de ações desastrosas: um ataque prematuro a Minas Tirith, uma saída apressada do exército de Minas Morgul, permitindo que os hobbits passem por Cirith Ungol com o Um Anel, até que a missão de destruir o anel tenha sucesso contra todas as probabilidades.
A estudiosa de Tolkien Jane Chance [en] escreve que o pecado de Saruman, em termos cristãos, é buscar conhecimento divino de maneira míope ao olhar no palantír de Orthanc na esperança de rivalizar com Sauron. Ela cita a descrição de Tolkien em As Duas Torres, que afirma que Saruman explorou "todas aquelas artes e dispositivos sutis, pelos quais abandonou sua antiga sabedoria". Ela explica que ele está trocando sabedoria verdadeira por "mero conhecimento", imaginando que as artes eram suas, mas, na verdade, vinham de Sauron. Esse orgulho leva à sua queda. Ela observa que é irônico nesse contexto que palantír signifique "vidente".
Joseph Pearce compara o uso dos palantíri por Sauron para "transmitir propaganda e semear desespero entre seus inimigos" com as tecnologias de comunicação usadas para espalhar propaganda durante a Segunda Guerra Mundial e a Guerra Fria, quando Tolkien escrevia.

## Em filmes
Um palantír aparece nos filmes de O Senhor dos Anéis dirigidos por Peter Jackson. A crítica de Tolkien, Allison Harl, compara Jackson a Saruman, e sua câmera a um palantír, escrevendo que "Jackson escolhe olhar através da lente perigosa, usando sua câmera para exercer controle sobre o texto [original de Tolkien]". Harl cita o ensaio de Laura Mulvey, "Visual Pleasure and the Narrative Cinema", que descreve a "escopofilia", o prazer voyeurístico de olhar, baseado nos escritos de Sigmund Freud sobre sexualidade. Harl dá como exemplo a sequência em As Duas Torres onde a câmera de Jackson, "como o Olho Maligno de Sauron", avança em direção à torre de Saruman, Isengard, e "se aproxima do perigoso palantír", na sua opinião, dando ao espectador do cinema "uma perspectiva onisciente e privilegiada" com um poder semelhante ao de Sauron para observar toda a Terra Média. A sequência termina apropriadamente, na sua opinião, com Mordor e o Olho de Sauron, levando o espectador, como Saruman, a encontrar o olhar do Inimigo. Como consequência da exclusão de O Expurgo do Condado, Saruman é morto por Língua de Cobra muito antes (no início da edição estendida de O Senhor dos Anéis: O Retorno do Rei), enquanto Gandalf obtém o palantír de Orthanc após Pippin recuperá-lo do cadáver de Saruman, em vez de Língua de Cobra jogá-lo de uma janela da torre. Além disso, Sauron usa o palantír para mostrar a Aragorn uma Arwen morrendo (uma cena do futuro) na esperança de enfraquecer sua determinação.

## Influência
A empresa de coleta de dados de software Palantir Technologies foi nomeada por seu fundador, Peter Thiel, em homenagem às pedras videntes de Tolkien.
Um telescópio astronômico no Observatório Lowell, que usa um espelho principal com curvatura esférica, tem o acrônimo PALANTIR. Isso significa Precision Array of Large-Aperture New Telescopes for Image Reconstruction (Matriz de Precisão de Telescópios de Grande Abertura para Reconstrução de Imagens) e faz referência às "pedras videntes em [O] Senhor dos Anéis".

### J. R. R. Tolkien
1. ↑  (Tolkien 1987, parte 3, "As Etimologias" s.v. PAL, TIR). Tar-Palantir foi o nome do 24º governante de Númenor, assim chamado por ser 'vidente'.
2. 1 2  (Tolkien 1977, "Dos Anéis de Poder e da Terceira Era")
3. 1 2 3 4  (Tolkien 1980, parte 4, 3. "Os palantíri")
4. 1 2  (Tolkien 1954, livro 3, cap. 11 "O Palantír")